# Phyllonorycter macrantherella
Phyllonorycter macrantherella is een vlinder uit de familie van de mineermotten (Gracillariidae). De wetenschappelijke naam van de soort werd voor het eerst geldig gepubliceerd in 1961 door Kuznetzov.
De voorvleugels van deze vlinder zijn goudgeel of licht bruin met een metaalachtige glans en witte strepen. De achterzijde van de vleugels zijn bezet met schuin naar achter staande franjes. De spanwijdte van de vleugels is 8 tot 10 mm. De rups is tot 4 mm lang. Dit dier komt in Midden-Europa algemeen voor maar uitsluitend op de beuk (Fagus sylvatica).